# Sekarwangi (Cibadak)
Sekarwangi is een bestuurslaag in het regentschap Sukabumi van de provincie West-Java, Indonesië. Sekarwangi telt 12.020 inwoners (volkstelling 2010).